# Lucy Barker
(Lucy Barker/Mendicante)
Lucy Barker/mendicante ("beggar woman") è un personaggio secondario del musical di Stephen Sondheim  The Demon Barber of Fleet Street.

## Il Personaggio
Lucy Barker era una bellissima donna dai capelli biondi sposata con Benjamin Barker, da cui ebbe una figlia, la piccola Johanna.
Ma quando il giudice Turpin si invaghì di lei fece imprigionare Benjamin in una colonia penale nel cuore dell'Oceano Pacifico, per averla per sé.
Ma ella rifiutò tutte le avances ed i fiori che il giudice, appostato con il messo sotto la sua finestra, le mandavano.
Una notte il Messo Bamford la chiama per condurla alla casa del giudice; ella lo segue, credendo che Turpin si sia pentito del misfatto. Ma qui ella trova un ballo in maschera e, spaventata, comincia a bere.
Qui il giudice la stupra sotto gli occhi indifferenti dei presenti, che la credono una pazza.
Tornata a casa ella si avvelena con dell'arsenico, tentando il suicidio. Tuttavia, ella sopravvive al veleno e rimane a letto convalescente per settimane. Il suo corpo era completamente guarito ma lo shock aveva preso il possesso della sua mente. Fu a lungo rinchiusa nel manicomio “Bethlem Royal Hospital” a Londra, per poi essere dimessa.
Passa le giornate bazzicando intorno al porto e alla villa del giudice Turpin, chiedendo l'elemosina, ripetendo la solfa Alms! Alms! For a miserable woman, in a miserable chilly morning! (carità! carità! Per una miserabile donna in un miserabile freddo mattino!).
Ella ricorda Sweeney Todd ma non riesce ad identificarlo e, più volte, gli chiede “Non ci conosciamo?”, ottenendo sempre violente reazioni.
Anthony Hope le fa per due volte la carità. Ella allora lo colpisce con un pugno sui testicoli e si solleva la gonna con aria provocatoria.
Ella è l'unica ad aver capito ciò di cui sono fatti i pasticci di carne di Mrs. Lovett, ma nessuno l'ascolta, ritenendo le sue parole come i deliri di una donna folle.
Ella alla fine entra nella bottega di Todd, dove viene sgozzata e fatta precipitare nella stanza del forno.
In seguito egli la riconoscerà come Lucy e, dopo aver gettato nel forno Mrs. Lovett, tiene il cadavere della moglie tra le braccia, piangendo disperatamente, finché Tobias Ragg non lo sgozza a sua volta.

## Interpreti
Alcuni tra i soprano che si sono cimentati in questo ruolo furono:
- Merle Louise, nel debutto a Broadway del 1979, vincendo il Drama Desk Award
- Dilys Watling, nella versione londinese del 1980.
- Sara Woods, nella versione newyorkese del 1982.
- Victoria Clark, nel 2001
- Diana Dimarzio, interpretò Lucy nella versione del musical con Patti LuPone a Broadway nel 2005
- Laura Michelle Kelly interpretò Lucy nel film del 2007 Sweeney Todd - Il diabolico barbiere di Fleet Street
- Julie Orlando, nella versione inglese del 2008.

## Canzoni Cantate
- The Ballade of Sweeney Todd (con la compagnia)
- Not Place Like London (con Anthony e Todd)
- Ah, miss! (con Anthony)
- Johanna, nel quartetto del secondo atto (con Todd, Anthony e Johanna)
- The Judge's return (final scene) (con Johanna, Anthony, Giudice Turpin e Todd)
- “The Ballade of Sweeney Todd- Epilogue” (con la compagnia).

## Curiosità
- Tiene sempre con sé una bambola e la culla, come se fosse la sua piccola Johanna.
- Nel film del 2007 il personaggio perde importanza rispetto al musical.